# Cesare Scurati
Cesare Scurati (Milano, 16 novembre 1937 – Milano, 19 maggio 2011) è stato un pedagogista italiano.

## Biografia
Conseguito il diploma magistrale, Cesare Scurati iniziò a lavorare come insegnante nella scuola elementare. Nel 1960 si laureò in Pedagogia all'Università Cattolica del Sacro Cuore di Milano (Facoltà di Magistero) con una tesi sul pensiero pedagogico di John Locke. Già nel 1961 cominciò ad operare come assistente volontario alla cattedra di Pedagogia della Cattolica, allora tenuta dal professor Aldo Agazzi. Divenne direttore didattico nella scuola elementare nel 1966 e lo rimase fino al 1975, quando iniziò a dedicarsi stabilmente alla ricerca e all'insegnamento universitario negli atenei di Genova, Parma e, nel 1981, nella "sua" Università Cattolica. Qui ricoprì il ruolo di professore straordinario di Pedagogia presso la Facoltà di Magistero fino al 1984, quando diviene ordinario.
Nel 1996 la Facoltà di Magistero si trasformò in Facoltà di Scienze della formazione, e Scurati passò alla cattedra di Didattica. Nel 2006, infine, passò alla cattedra di Pedagogia generale e sociale presso la Facoltà di Psicologia.
Collaborò con il Ministero della Pubblica Istruzione nelle commissioni che di riforma dei Programmi (1981-1985) e gli Orientamenti (1988-1991), rispettivamente della scuola elementare e materna; di quest'ultima commissione fu coordinatore.
Fu presidente della Società Italiana di Pedagogia (1997-2000), dell'IRRSAE Lombardia (1990-1997) e direttore del CEPAD - Centro per l'Educazione Permanente e a Distanza dell'Università Cattolica di Milano (1999-2007).
I suoi temi di studio furono prevalentemente legati all'innovazione dei processi formativi, soprattutto in riferimento alla pedagogia della scuola, alla formazione della dirigenza educativa, alle tecnologie didattiche; il tutto, con un occhio critico costante alle teorie pedagogiche generali, rilette secondo la prospettiva personalistica. Dal punto di vista metodologico, contribuì a perfezionare e diffondere in Italia le procedure di ricerca - azione.
Diresse le riviste Scuola materna e Dirigenti Scuola (quest'ultima da lui fondata) per l'Editrice La Scuola di Brescia.
In seguito alla morte della moglie Rita e a un periodo di malattia, si dimise dall'insegnamento a partire dal 1º febbraio 2010. Proprio in un periodo di ripresa e di ritorno alla vita accademica e pubblicistica, venne colpito da un infarto improvviso e si spense all'Ospedale Niguarda dopo un ricovero di due giorni. È sepolto nel cimitero milanese di Bruzzano.
A partire dalla settima edizione (luglio 2011), il MED - Associazione italiana per l'educazione ai media e alla comunicazione, di cui Scurati era stato socio fondatore, gli ha intitolato il premio annualmente assegnato alle migliori esperienze di media education realizzate in qualunque contesto formativo.

## Opere principali
I suoi volumi principali sono: 
- Locke (1967)
- Strutturalismo e scuola (1974)
- Umanesimo della scuola oggi (1983)
- L'educazione extrascolastica (1986)
- Profili nell'educazione (1996) ISBN 978-88-343-2978-8
- Pedagogia della scuola (1997, 20032) ISBN 88-350-1572-3
- Esperienza educativa e riflessione pedagogica (2007) ISBN 978-88-350-2200-8

Il catalogo completo delle oltre 2000 pubblicazioni di Scurati è disponibile in: M. Aglieri - E. Scaglia, Scrivere per l'educazione. Le opere di Cesare Scurati: biografia e commento, Milano, Vita e Pensiero, 2012.